# 細入藤太郎
細入藤太郎（ほそいり とうたろう、1911年2月16日 - 1993年12月29日）は、日本のアメリカ文学者、アメリカ史学者。元立教大学教授。  

## 経歴
横浜市生まれ。実業家の細入富重の長男として生まれる。1936年、立教大学英文科卒、1937年、カールトン大学文学部英文学科卒、ハーバード大学大学院文学研究科G.Chaucer博士課程修了。戦中は、清水幾太郎、宮城音弥とともに、海軍技術研究所の実験心理研究部の顧問を務めた。1940年に立教大学予科講師となり、1945年に同大学予科教授に昇格、1946年に立教大学アメリカ研究所理事に就任したほか、清水幾太郎、大河内一男らとともに、財団法人二十世紀研究所を設立、のち理事長となる。1948年には、GHQの民間情報教育局が主導し、大学における一般教育の研究と指導を目的とした大学基準協会「一般教育研究委員会」の初代委員長に就任。立教大学教授、昭和女子大学教授、帝京大学教授を歴任した。
八王子市鑓水に約1万平米の別荘地を所有し、敷地内の個人礼拝所は、死後、細入の洗礼名にちなみ、鑓水聖ケネス礼拝堂（八王子市鑓水1938）と名付けられて日本聖公会八王子復活教会の分教会になっている。
父親の細入富重（1884年生まれ、山梨県鳳来村出身）は高等小学校卒業後、1898年に松屋 (百貨店)に入社し、創業者を支える同郷出身の若手幹部のひとりとして同社浅草支店初代店長から同社の監査役まで務めた人物で、樺太の元泊村にあった樫保炭鉱の経営者でもあった。祖父の細入藤一郎は地元の戸長で、伯父に鳳来村学務委員も務めた細入玉三郎、樺太庁特定郵便局長の細入益太郎。弟の細入彦作は日本航空から児玉誉士夫の経理担当となり、辻嘉六（政友会後援者）の娘の元夫でもあった。

## 著書
- 『アメリカ新聞読本』 コバルト社 1946
- 『アメリカ史を學ぶ』 弘学社 1948
- 『アメリカ文化の成長』 青山書院 1948
- 『アメリカの知識階級』 コバルト社 1948
- 『現代の宗教哲學 アメリカ宗教諸派の研究』 ミカエル出版社 1948
- 『近代米國の社會思想史』 中文館書店 1949
- 『アメリカ文学史』 培風館 1960

## 共著・編著
- 『現代アメリカ読本』 コバルト社 1947
- 『新批評』 南雲堂 1958

## 翻訳
- 『東京報告』 ジョセフ・グルー著 日本橋書店 1946
- 『アメリカの内幕』 ジョン・ガンサー著 東洋經濟新報社 1948
- 『大地をおおう蜘蛛の巣』 トマス・ウルフ著 英宝社 1957